# Мащинскас, Роландас
Роландас Мащинскас (лит. Rolandas Maščinskas; род. 6 августа 1992, Пренай) — литовский гребец, выступающий за сборную Литвы по академической гребле с 2009 года. Чемпион мира, трёхкратный чемпион Европы, победитель этапов Кубка мира, участник летних Олимпийских игр в Лондоне.

## Биография
Роландас Мащинскас родился 6 августа 1992 года в деревне Стрельчаи Пренайского района Каунасского уезда Литвы.
Заниматься академической греблей начал в 2006 году у тренера Петраса Альбертавичюса, позже проходил подготовку под руководством Владиславаса Соколинскиса и Миколаса Масилёниса. Учился в Университете Миколаса Ромериса.
Впервые заявил о себе в гребле на международной арене в сезоне 2009 года, став четвёртым в распашных безрульных двойках на юниорском мировом первенстве в Брив-ла-Гайард. Попав в основной состав литовской национальной сборной, принял участие во взрослом чемпионате Европы в Бресте — сумел квалифицироваться здесь лишь в утешительный финал В и расположился в итоговом протоколе соревнований на восьмой строке.
В 2010 году в одиночках одержал победу на юношеских Олимпийских играх в Сингапуре, в двойках взял бронзу на молодёжном мировом первенстве в Бресте, дебютировал в Кубке мира.
В 2011 году в парных двойках был лучшим на чемпионате Европы в Пловдиве, закрыл десятку сильнейших на чемпионате мира в Бледе.
Находясь в числе лидеров гребной команды Литвы, благополучно прошёл отбор на летние Олимпийские игры 2012 года в Лондоне. Здесь в двойках парных вместе с Саулюсом Риттером финишировал в главном финале шестым.
После лондонской Олимпиады Мащинскас остался в составе литовской национальной сборной и продолжил принимать участие в крупнейших международных регатах. Так, в 2013 году в парных двойках он одержал победу на Универсиаде в Казани, стал серебряным призёром на чемпионате Европы в Севилье и на чемпионате мира в Чхунджу.
В 2014 году победил на этапе Кубка мира в Сиднее, взял бронзу этапе в Люцерне, был лучшим на европейском первенстве в Белграде, финишировал четвёртым на мировом первенстве в Амстердаме.
В 2015 году в парных двойках получил серебро на чемпионате мира в Эгбелете, победил на Универсиаде в Кванджу.
На европейском первенстве 2016 года в Бранденбурге выиграл бронзовую медаль в двойках, также взял бронзу на этапе Кубка мира в Люцерне, тогда как на Олимпийских играх в Рио-де-Жанейро выступить не смог из-за травмы руки, полученной в результате падения с велосипеда буквально за три недели до начала соревнований.
В 2017 году в парных четвёрках выиграл этапы Кубка мира в Белграде и Люцерне, чемпионат Европы в Рачице, чемпионат мира в Сарасоте.
В 2018 году в той же дисциплине получил серебряную награду на европейском первенстве в Глазго, занял 12 место на мировом первенстве в Пловдиве.
В 2019 году стартовал в четвёрках на чемпионате Европы в Люцерне и на чемпионате мира в Линце-Оттенсхайме, но попасть здесь в число призёров не смог.